# Władca lalek – Spuścizna
Władca lalek - Spuścizna (ang. Puppet Master: The Legacy) – amerykański horror z 2003 roku w reżyserii Charlesa Banda. To ósma część serii i sequel filmu Władca lalek 5: Ostatnia walka. Film wydano na rynek kina domowego.

## Fabuła
Małoletni pomocnik Andre Toulona w czasie II wojny światowej, Peter Hertz, zdecydował się opowiedzenia historii lalkarza i jego lalek pewnej grożącej mu bronią kobiecie. Film ten jest praktycznie połączeniem scen ze wcześniejszych części serii, by wyjaśnić to wszystko, o czym nie było mowy.

## Obsada
- Jacob Witkin – Peter Hertz

### Lista lalek występujących w filmie
- Blade
- Pinhead
- Jester
- Tunneler
- Six Shooter